# Harpalus fanaticus
Harpalus fanaticus är en skalbaggsart som beskrevs av Thomas Casey. Harpalus fanaticus ingår i släktet Harpalus och familjen jordlöpare. Inga underarter finns listade i Catalogue of Life.